# Sovljak (otok)
Sovljak je nenaseljeni otočić kod Tribunja.
Njegova površina iznosi 0,018 km². Dužina obalne crte iznosi 0,49 km.

## Vanjske poveznice
|  | Zajednički poslužitelj ima još gradiva o temi Sovljak (otok) |